# Mud Lake (Minnesota)
Mud Lake es un territorio no organizado ubicado en el condado de Marshall en el estado estadounidense de Minnesota. En el Censo de 2010 tenía una población de 0 habitantes.

## Geografía
Mud Lake se encuentra ubicado en las coordenadas 48°19′52″N 95°55′18″O / 48.33111, -95.92167. Según la Oficina del Censo de los Estados Unidos, Mud Lake tiene una superficie total de 93.62 km², de la cual 81.78 km² corresponden a tierra firme y (12.64%) 11.83 km² es agua.

## Demografía
Según el censo de 2010, había 0 personas residiendo en Mud Lake.